# 380
Cette page concerne l'année 380  du calendrier julien. Pour l'année 380 av. J.-C., voir 380 av. J.-C. Pour le nombre 380, voir 380 (nombre). Pour l'avion, voir Airbus A380.
L'année 380 est une année bissextile qui commence un mercredi.

## Événements
- 14 février : mort du patriarche d’Alexandrie Pierre II. Timothée Ier lui succède (fin en 384)[1].
- 28 février : édit de Thessalonique. Le christianisme nicéen est déclaré comme religion de l'Empire romain par l'empereur Théodose[2]. Les cultes païens et la doctrine d’Arius sont bannis. L'empereur opte définitivement pour le dogme de la Trinité.

- 18 mars : Gratien est à Trèves[3].

- 24 avril  : Gratien est à Milan[3].

- 27 juin  : Gratien est à Aquilée[3]. Ses troupes entrent en Pannonie où elles traitent avec les Ostrogoths d'Alatheus et des Alains de Saphrax[4].

- 2 août : Gratien est à Sirmium[3].

- 8 septembre : Théodose est à Sirmium[5]. Il mène une campagne conjointement avec Gratien contre les Goths en Pannonie, sans que l'on sache si les deux empereurs se sont rencontrés[4]
- 20 septembre : Théodose Ier est à Thessalonique ; gravement malade, il est baptisé par l'évêque Acholius[5].

- Été-automne : campagne infructueuse des troupes de Théodose contre les Goths de Fritigern qui ravagent la Macédoine et la Thessalie ; les villes fortifiés résistent mais les campagnes sont pillées[6]. L'empereur Théodose lui-même manque d'être tué dans une embuscade en novembre[5].

- 4 octobre : condamnation de l’hérésiarque Priscillien au concile de Saragosse[7].
- 14 octobre : Gratien est à Trèves[3].

- 24 novembre : Théodose Ier entre à Constantinople en triomphe[8]. Publication de l'Édit de Thessalonique. Théodose Ier dépose l'évêque arien Démophile et convoque le Ier concile œcuménique de Constantinople (deuxième concile œcuménique) en 381[9].
- 27 novembre : Grégoire de Nazianze est nommé patriarche de Constantinople[10].
- Inde : le roi Gupta Chandragupta II (parfois assimilé au roi légendaire d'Ujjain Vikramâditya), fils de Samudragupta décédé en 375, succède à son frère Ram Gupta[11].
- Invasion des Vandales. Gratien doit leur abandonner, sous forme d’occupation permanente, une partie de la Pannonie supérieure, à charge pour eux de défendre la frontière[12].

## Naissances en 380
- Paul Orose, prêtre apologiste chrétien espagnol, disciple d'Augustin, auteur de plusieurs ouvrages.
- Socrate le Scolastique, juriste et historien chrétien de langue grecque à Constantinople, continuateur d'Eusèbe de Césarée.

## Décès en 380
- Fritigern, roi des Wisigoths.